# Matt McKay
Matthew Graham McKay (Brisbane, 1983. január 11. –) ausztrál válogatott labdarúgó, jelenleg a Brisbane Roar játékosa.

## Statisztika
| Klub                      | Szezon           | Osztály                 | Bajnokság | Bajnokság | Kupa  | Kupa | Nemzetközi | Nemzetközi | Összesen | Összesen |
| Klub                      | Szezon           | Osztály                 | Mérk.     | Gól       | Mérk. | Gól  | Mérk.      | Gól        | Mérk.    | Gól      |
| ------------------------- | ---------------- | ----------------------- | --------- | --------- | ----- | ---- | ---------- | ---------- | -------- | -------- |
| Brisbane Strikers         | 2001–02          | NSL                     | 15        | 0         | -     | -    | -          | -          | 15       | 0        |
| Brisbane Strikers         | 2002–03          | NSL                     | 21        | 1         | -     | -    | -          | -          | 21       | 1        |
| Brisbane Strikers         | 2003–04          | NSL                     | 15        | 1         | -     | -    | -          | -          | 15       | 1        |
| Brisbane Strikers         | Összesen         | Összesen                | 51        | 2         | -     | -    | -          | -          | 51       | 2        |
| Eastern Suburbs           | 2004             | Brisbane Premier League | 12        | 1         | -     | -    | -          | -          | 12       | 1        |
| Eastern Suburbs           | Összesen         | Összesen                | 12        | 1         | -     | -    | -          | -          | 12       | 1        |
| Brisbane Roar             | 2005–06          | A-League                | 18        | 2         | 4     | 0    | 0          | 0          | 22       | 2        |
| Brisbane Roar             | 2006–07          | A-League                | 20        | 3         | 3     | 2    | 0          | 0          | 23       | 5        |
| Brisbane Roar             | 2007–08          | A-League                | 23        | 3         | 5     | 0    | 0          | 0          | 28       | 3        |
| Brisbane Roar             | 2008–09          | A-League                | 24        | 5         | 4     | 1    | 0          | 0          | 28       | 6        |
| Brisbane Roar             | 2009–10          | A-League                | 19        | 2         | 0     | 0    | 0          | 0          | 19       | 2        |
| Brisbane Roar             | 2010–11          | A-League                | 27        | 3         | 0     | 0    | 0          | 0          | 27       | 3        |
| Brisbane Roar             | 2013–14          | A-League                | 18        | 1         | 0     | 0    | 0          | 0          | 18       | 1        |
| Brisbane Roar             | Összesen         | Összesen                | 149       | 19        | 16    | 3    | 0          | 0          | 165      | 22       |
| Incheon United (kölcsön)  | 2006             | K-League                | 0         | 0         | 0     | 0    | 0          | 0          | 0        | 0        |
| Incheon United (kölcsön)  | Összesen         | Összesen                | 0         | 0         | 0     | 0    | 0          | 0          | 0        | 0        |
| Changchun Yatai (kölcsön) | 2009             | Chinese Super League    | 15        | 0         | 0     | 0    | 0          | 0          | 15       | 0        |
| Changchun Yatai (kölcsön) | Összesen         | Összesen                | 15        | 0         | 0     | 0    | 0          | 0          | 15       | 0        |
| Rangers                   | 2011–12          | Scottish Premier League | 3         | 0         | 0     | 0    | 0          | 0          | 3        | 0        |
| Rangers                   | Összesen         | Összesen                | 3         | 0         | 0     | 0    | 0          | 0          | 3        | 0        |
| Busan IPark               | 2012             | K-League                | 27        | 1         | 1     | 0    | 0          | 0          | 28       | 1        |
| Busan IPark               | Összesen         | Összesen                | 27        | 1         | 1     | 0    | 0          | 0          | 28       | 1        |
| Karrier összesen          | Karrier összesen | Karrier összesen        | 257       | 23        | 17    | 3    | 0          | 0          | 272      | 26       |

## Sikerek
Brisbane Roar
- Ausztrál bajnok (1): 2010–11

## Fordítás
- Ez a szócikk részben vagy egészben  a   Matt McKay című angol Wikipédia-szócikk fordításán alapul.  Az eredeti cikk szerkesztőit annak laptörténete sorolja fel. Ez a jelzés csupán a megfogalmazás eredetét és a szerzői jogokat jelzi, nem szolgál a cikkben szereplő információk forrásmegjelöléseként.